# St. Marien
St. Marien, Sankt Marien – gmina w Austrii, w kraju związkowym Górna Austria, w powiecie Linz-Land. Liczy 4645 mieszkańców (1 stycznia 2015).